# Igor Vukman
Igor Vukman (Seget Donji, 2 gennaio 1946) è un ex calciatore jugoslavo, di ruolo portiere.

## Palmares

### Club

#### Competizioni nazionali
- Coppa d'Austria: 1

Austria Vienna: 1973-1974